# Skały za Szkołą
Skały za Szkołą – zachodnia część muru skalnego na Krzemionkach w Krakowie.
Mur skalny znajduje się z tyłu za Miejską Szkołą Ludową i jej boiskiem sportowym. Dojście do skał możliwe jest tylko przez ogrodzony teren szkolny. Skały za Szkołą wraz z tworzącym ich wschodnie przedłużenie murem Estetów mają długość około 60 m i ciągną się od zachodniego końca po murowane ogrodzenie dawnego getta żydowskiego. Są pozostałością nieczynnego Kamieniołomu pod św. Benedyktem. Zbudowane są z wapieni z niewielką domieszką krzemieni.
Na Skałach za Szkołą uprawiana jest wspinaczka skalna. Mają wysokość 15 – 25 m i pionowe lub przewieszone ściany o wystawie północno-wschodniej lub wschodniej. Są w nich filary i zacięcia. Skały znajdują się na terenie zarośniętym drzewami. W 2019 roku jest na nich 28 dróg wspinaczkowych o trudności od V+ do VI.6 w skali polskiej. Niemal wszystkie mają zamontowane punkty asekuracyjne w postaci ringów (r), spitów (s), ringów zjazdowych (rz) lub stanowisk zjazdowych (stz). Na niektórych drogach w ich górnych partiach występuje kruszyzna.
Wspinacze dzielą długi mur Skał za Szkołą na kilka sekcji: Remarque I, Złota Płyta, Krzemowa Płyta, Kwachy, Remarque II, Czarne Zacięcie I, Czarne Zacięcie II, Czarne Zacięcie III:

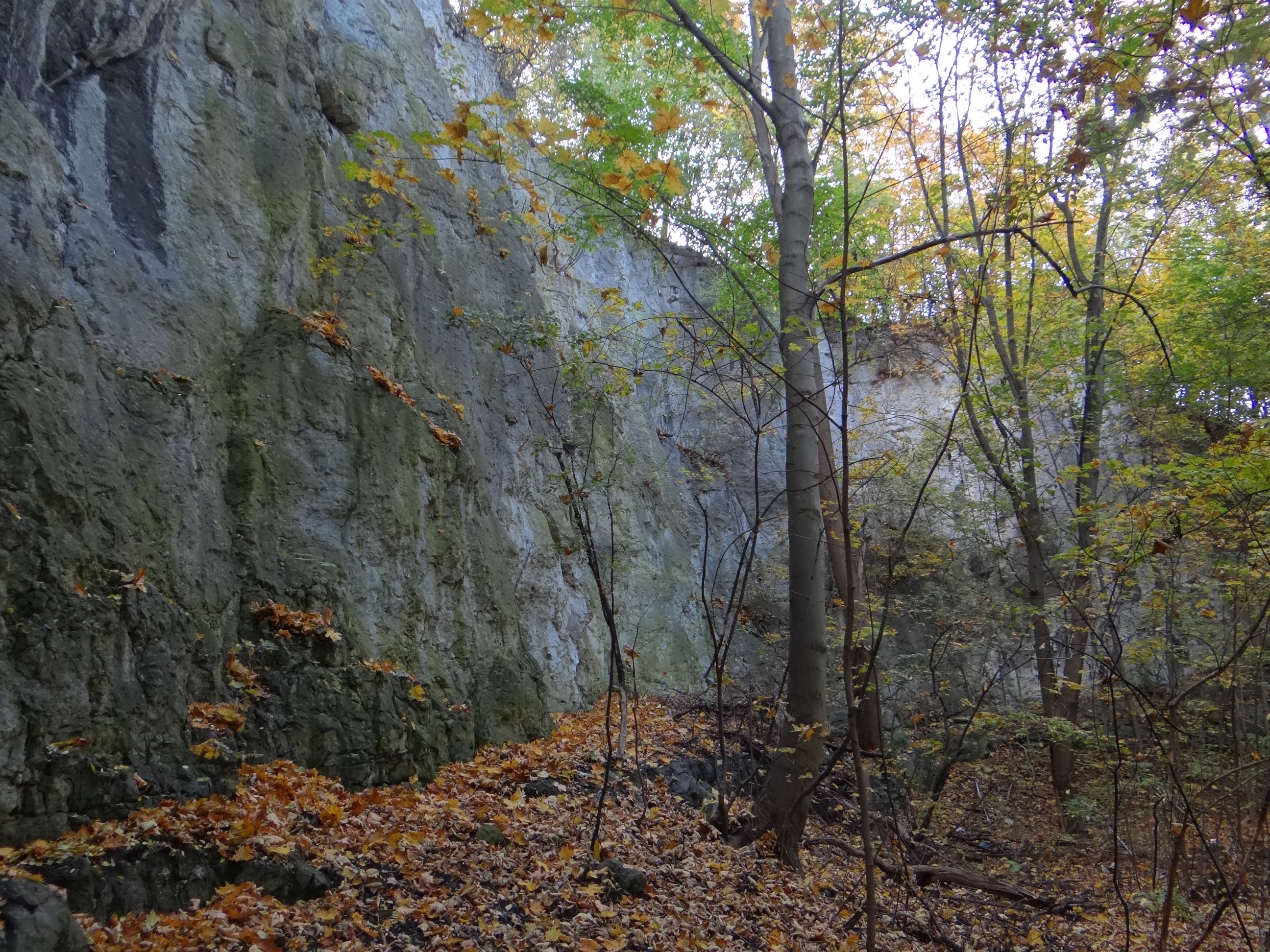
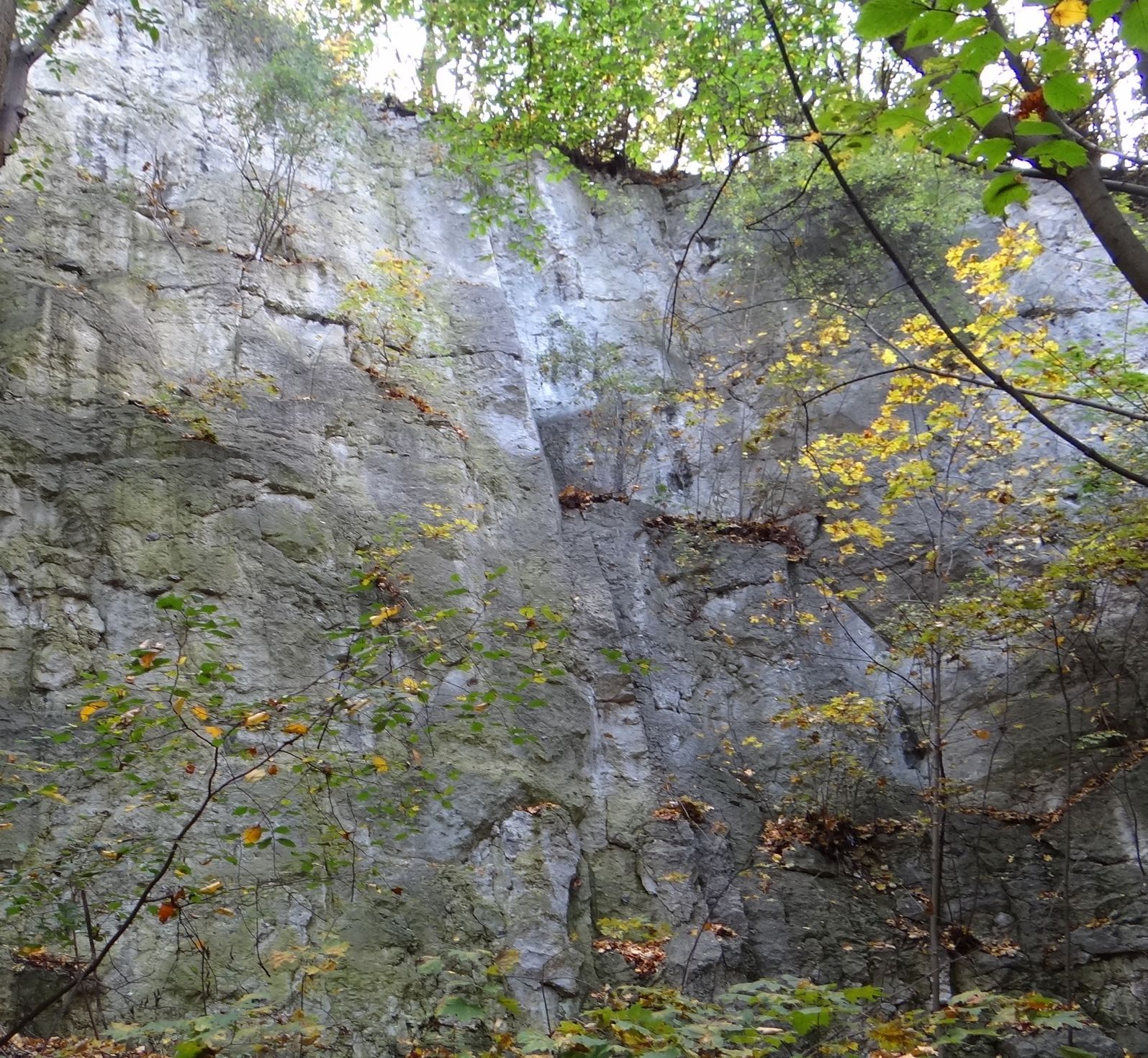
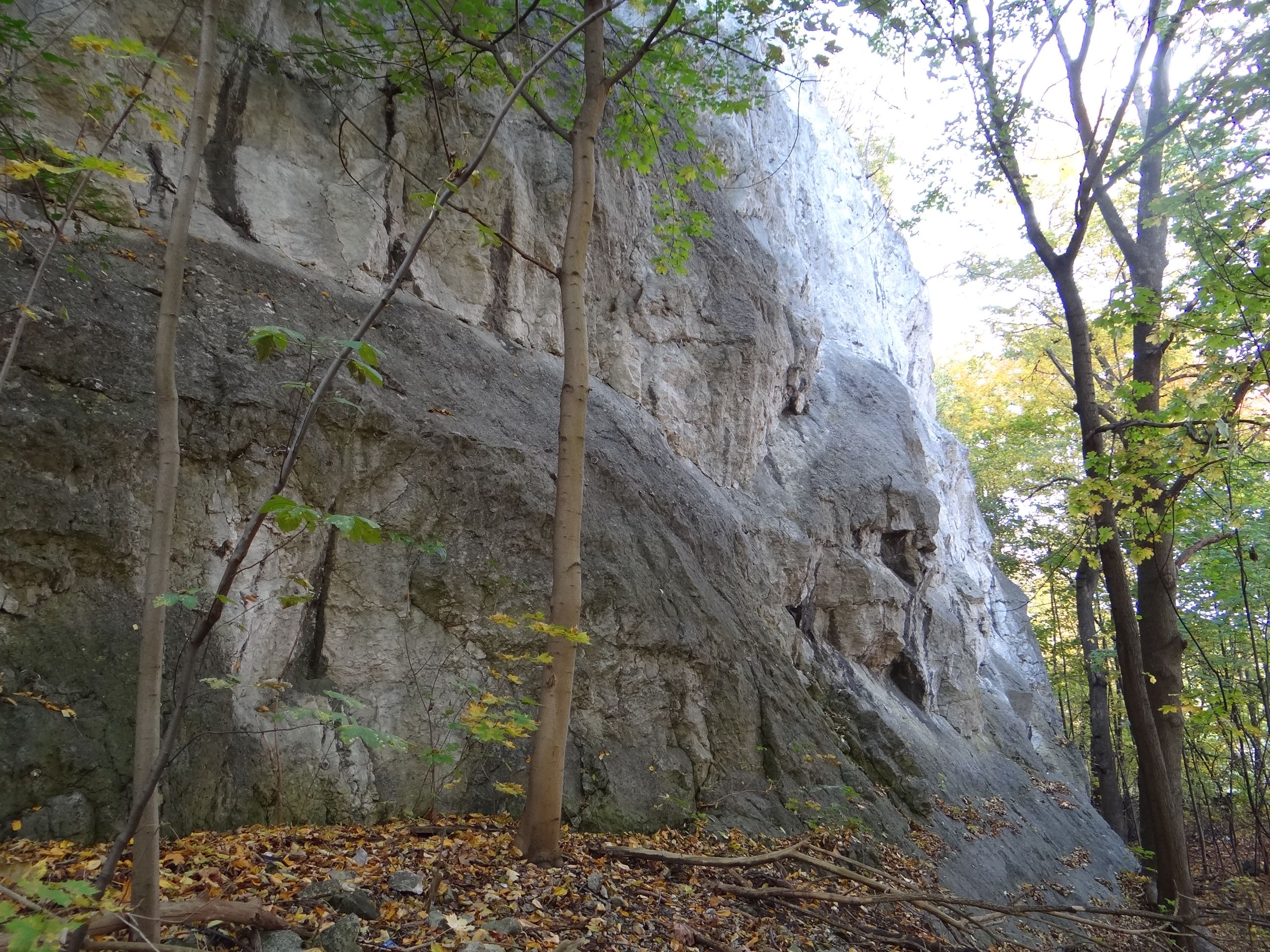
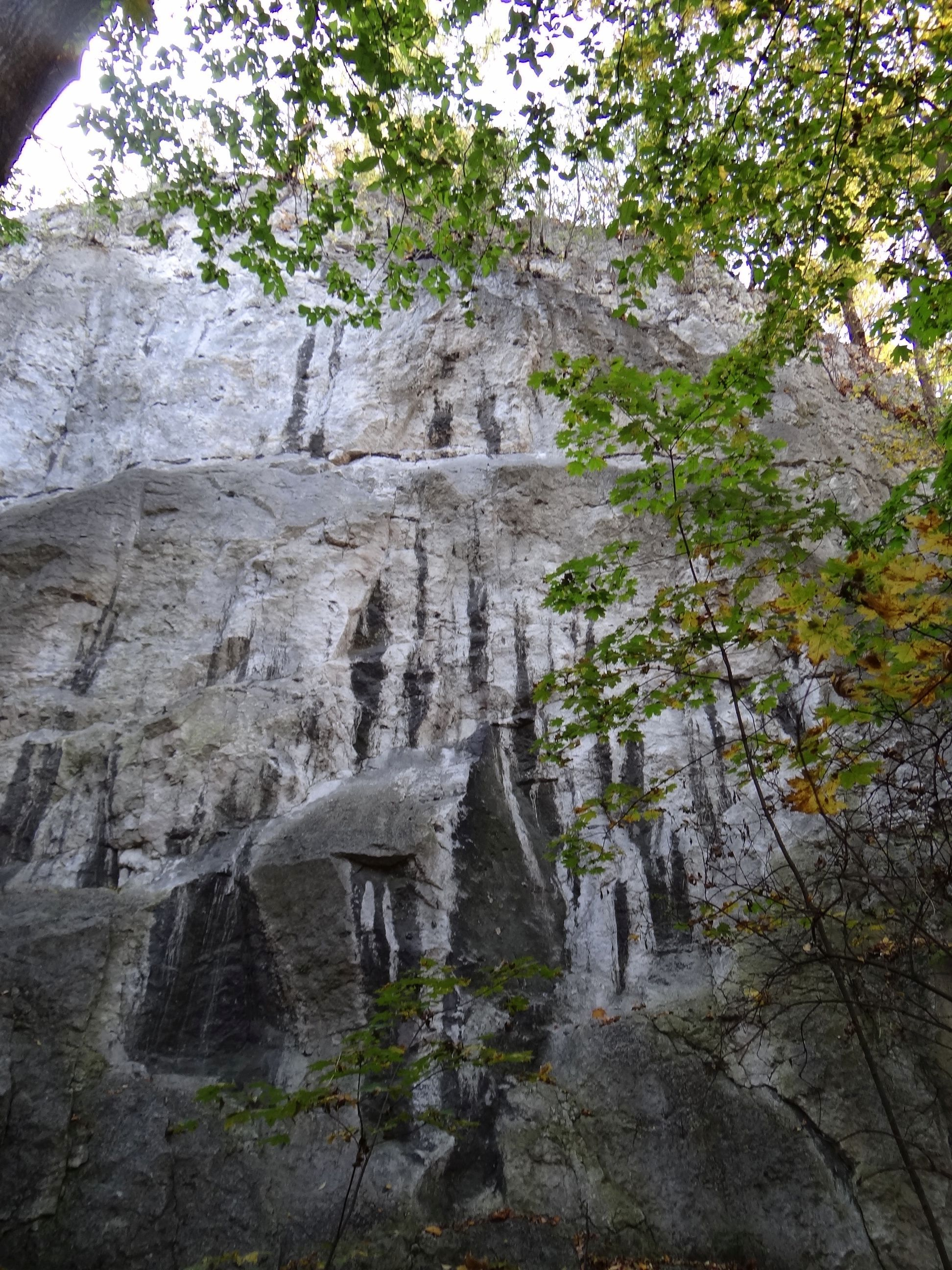
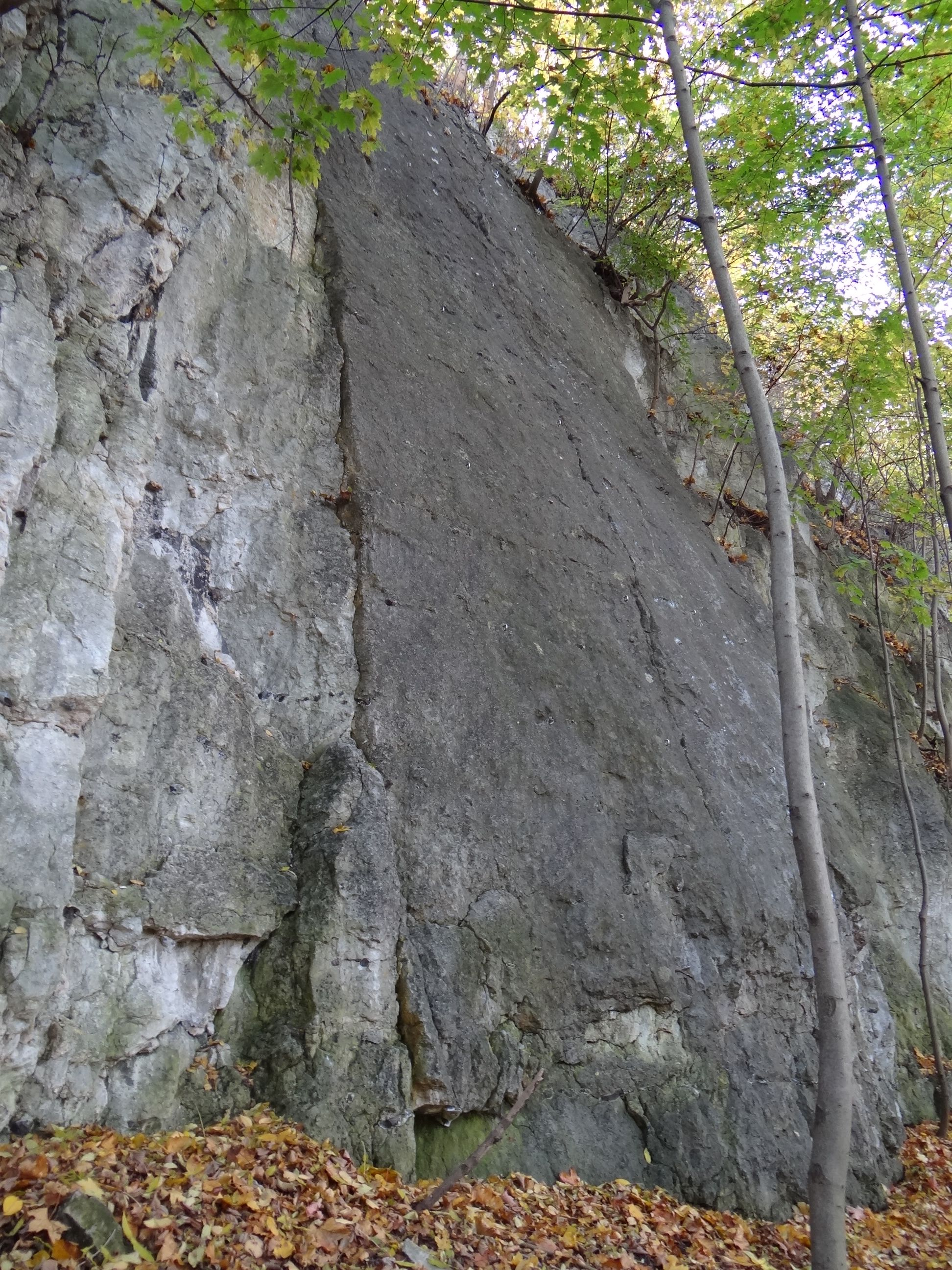
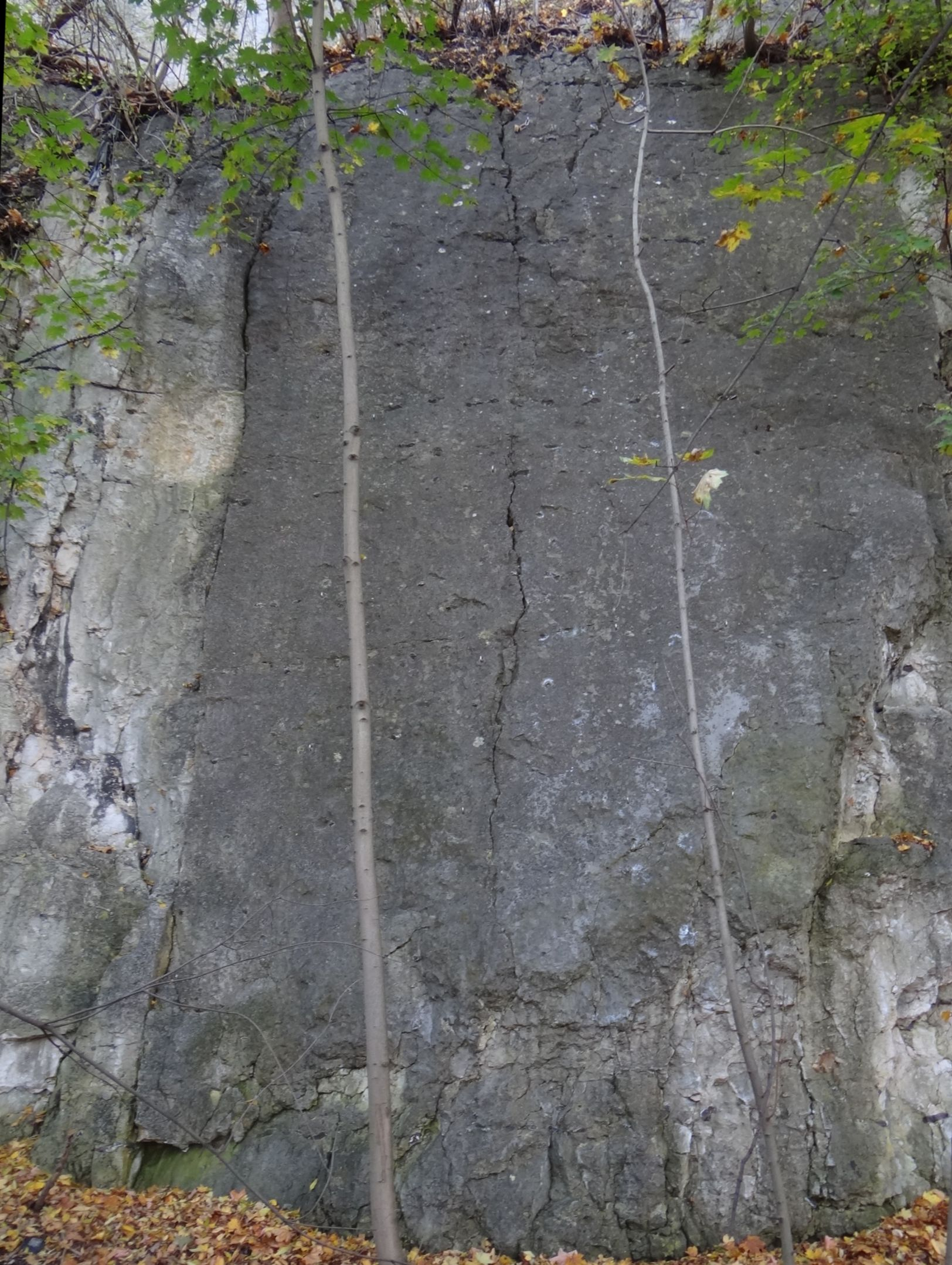
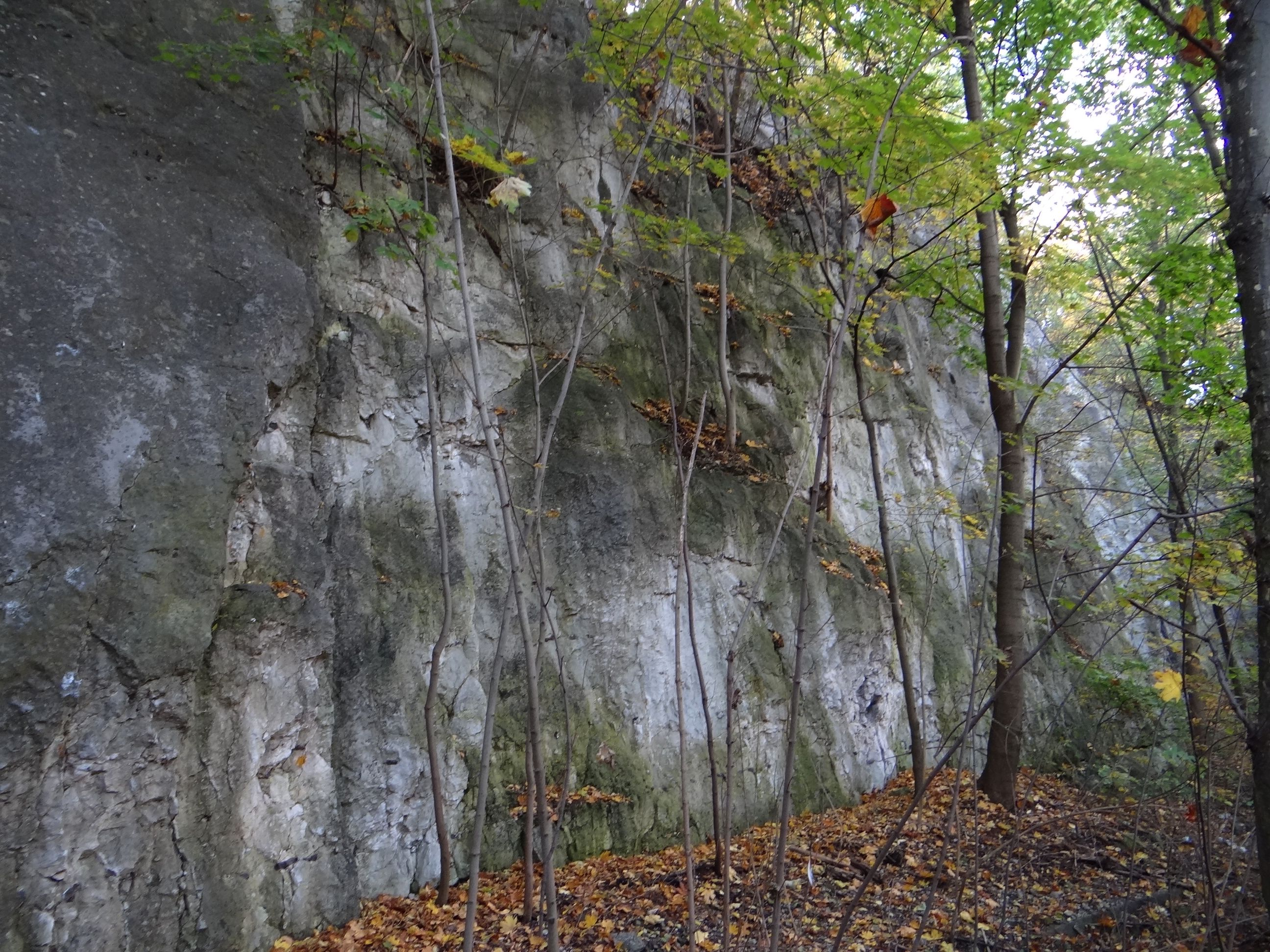

## Drogi wspinaczkowe
Remarque I
1. Cienie w raju; VI.1+, 18 m (5r + rz)
2. Trzej towarzysze; VI.2, 18 m (4r + rz)

Złota Płyta
1. Stress Anny; VI-, 15 m (st)
2. Podpucha; VI.2+, 15 m (4r + stz)
3. Złoty środek; VI.1, 15 m (4r + stz)
4. Legion Hadriana; VI.3, 15 m (5r + stz)
5. Płyta Tadka; VI.2 (4r + stz)

Krzemowa płyta
1. Dowód na istnienie człowieka; VI-, 12 m (4r + 2rz)
2. Projekt; VI.2+ (2r + 2rz)

Kwachy
1. Kwachowa płyta; V+, 18 m
2. Pogromca brojlerów; VI.4, 17 m (1r + 4 s + rz)
3. Kwachowe watahy; VI.4+/5, 17 m (1r + 6s + rz)

Remarque II
1. Brom machine; VI.1+, 18 m
2. Noc w Lizbonie; VI.1, 18 m (6r + rz)
3. Na zachodzie bez zmian; VI.3, 15 m (5r + rz)
4. Czarny obelisk; VI.3, 18 m (6r + rz)
5. Czas życia i śmierci; VI.3+, 18 m (6r + rz)
6. Łuk triumfalny; VI.2, 18 m (6r + rz)

Czarne zacięcie I
1. Współczynnik Cogito; VI.3+, 17 m (5r + stz)
2. Pochwała niekonsekwencji; VI.2, 17 m (7r + stz)
3. Malinowe nosy; VI.3+, 22 m (4r + stz)

Czarne zacięcie II
1. Pochwała niekonsekwencji; VI.2, 17 m (7r + stz)
2. Malinowe nosy; VI.3+, 22 m (4r + stz)
3. Poskromienie złośnicy; VI.5+/6, 20 m (7r + stz)
4. Czarne zacięcie; VI.2, 20 m (5r + stz)
5. Horror metapsychicus; VI.3+, 16 m (5r + stz)

Czarne zacięcie III
1. Ameryka też się sypie; VI.1, 25 m (8r + stz)
2. Los mosquitis de la muerte; VI.I, 14 m (6r)[4].